# گسترده‌شیار
گسترده‌شیار (نام علمی: Teinolophos) نام یک سرده از گونه نوک‌اردکی است.
گسترده‌شیار یکی از پستانداران میانه‌زیستی است که چیز زیادی درباره‌اش نمی‌دانیم و تا به حال آن را فقط از چند تکه استخوان آرواره‌ی پایینش می‌شناسیم. چند ویژگی آرواره‌ی گسترده‌شیار نشان می‌دهند که از تک‌سوراخیان -یا همان پستانداران تخم‌گذار- بوده‌است.
آرواره‌ی گسترده‌شیار بسیاری از ویژگی‌های آرواره‌ی اُرنی‌ترنگ امروزی را دارد، از جمله مجرایی بسیار بزرگ درون استخوان آرواره‌ی پایین. اُرنی‌ترنگ و مورچه‌خورک (یا مورچه‌خوارِ تیغ‌دار) تنها تک‌سوراخیان زنده‌ی امروزی هستند و فقط در استرالزی زندگی می‌کنند. گسترده‌شیار را در آغاز نوعی تک‌سوراخی ابتدایی و از خویشاوندان دورِ ارنی‌ترنگ و مورچه‌خورک می‌دانستند، اما بر اساس پژوهشی که در سال ۲۰۰۸ منتشر شد، این جانور بعضی از ویژگی‌های منحصربه‌فرد ارنی‌ترنگ -که در مورچه‌خورک وجود ندارند- را داشته‌است.